# 塞繆爾·阿德本羅
塞繆爾·阿德尼伊·阿德本羅（英語：Samuel Adeniyi Adegbenro，1995年12月3日—），尼日利亞的職業足球運動員，司職翼鋒，現效力於中國足球超級聯賽北京國安足球會
。
2015年2月，艾迪賓路由尼日利亞國家聯賽誇拉聯轉會至挪威足球超級聯賽維京並簽約4年。
2015年4月6日，首次代表維京對戰莫達倫。

## 生涯統計
最後更新：2015年9月18日
| 球季     | 球會     | 級別             | 級別 | 聯賽 | 聯賽 | 盃賽 | 盃賽 | 合計 | 合計 |
| 球季     | 球會     | 出場             | 入球 | 出場 | 入球 | 出場 | 入球 |      |      |
| -------- | -------- | ---------------- | ---- | ---- | ---- | ---- | ---- | ---- | ---- |
| 2015     | 維京     | 挪威足球超級聯賽 | 24   | 5    | 3    | 2    | 27   | 7    |      |
| 生涯合計 | 生涯合計 | 生涯合計         | 24   | 5    | 3    | 2    | 27   | 7    |      |